# Gerasdorf bei Wien
Gerasdorf bei Wien är en stadskommun i distriktet Korneuburg i förbundslandet Niederösterreich i Österrike. Den ligger 13 kilometer nordost om Wien. Kommunen har 11 931 invånare (2024).
Kommunen består av tre orter (Ortschaften) (inom parentes invånarantal 1 januari 2024):
- Gerasdorf (7 066)
- Kapellerfeld (3 093)
- Seyring (1 772)